# Bártfai katekizmus
A bártfai katekizmus a legrégebbi nyomtatásban megjelent szlovák nyelvű keresztény könyv. 1581-ben adtak ki Bártfán, Gutgesell Dávid nyomdájában, amelynek ez volt az egyetlen szlovák nyelvű kiadványa.
A kötet Luther Márton Kis kátéjának fordítása. A bibliai idézeteket a cseh nyelvű Melantrich-bibliából, valamint a Jan Boleslav-féle Újszövetség-fordításból vették át. Luther német és latin nyelvű írásait szlovakizált cseh nyelvre ültették át. A fordító személye nem ismert, de egyes feltételezések szerint Sculteti Severin lehetett az.
Az egyetlen fennmaradt eredeti példányt a Szlovák Nemzeti Könyvtár őrzi Turócszentmártonban. Ez alapján készült el a kötet fakszimile kiadása 1947-ben, majd 2013-ban a Szlovák Nemzeti Könyvtár egy javított, rekonstruált változatot adott ki, amely tartalmazza a fennmaradt vagy megsérült részek pótlását.